# Raphael Holzdeppe
Raphael Holzdeppe, född den 28 september 1989 i  Kaiserslautern, är en tysk friidrottare som tävlar i stavhopp.
Holzdeppes genombrott kom under 2008 då han först hoppade 5,80 vid en tävling i Biberach vilket är ett tangerat världsrekord för juniorer. Senare samma år vann han guld vid VM för juniorer på höjden 5,50. Han var även i final vid Olympiska sommarspelen 2008 då han slutade åtta efter att ha klarat 5,60. 2013 blev Holzdeppe världsmästare med en höjd på 5,89 m som han klarade vid första försöket. Renaud Lavillenie som nådde samma höjd behövde tre försök och blev tvåa.

## Personliga rekord
- Stavhopp - 5,91 meter